# NGC 3080
NGC 3080 في الفهرس العام الجديد، هي مجرة، تقع في كوكبة الأسد. اكتشفت في 1 أبريل 1794 بواسطة ويليام هيرشل.

## روابط خارجية
- NGC 3080 على موقع ويكي سكاي: DSS2, SDSS, GALEX, IRAS, Hydrogen α, X-Ray, Astrophoto, Sky Map, Articles and images